# Port lotniczy Enrique Malek
Port lotniczy Enrique Malek – jeden z panamskich portów lotniczych, zlokalizowany w mieście David.

## Linie lotnicze i połączenia
- Air Panama (San Jose (CR), Panama-Albrook, Bocas Del Toro)
- TACA obsługiwane przez Aeroperlas (Panama-Albrook) i Bocas Del Toro
- TACA obsługiwane przez SANSA (San Jose(CR))